# Puccinia polemonii
Puccinia polemonii är en svampart som beskrevs av Dietel & Holw. 1893. Puccinia polemonii ingår i släktet Puccinia och familjen Pucciniaceae.   Inga underarter finns listade i Catalogue of Life.